# جواو فيكتور (لاعب كرة قدم مواليد 1997)
جواو فيكتور هو لاعب كرة قدم برازيلي، ولد في 2 سبتمبر 1997 في ريسيفي في البرازيل.